# Oświęcim (gmina wiejska)
Oświęcim – gmina wiejska w województwie małopolskim, w powiecie oświęcimskim. W latach 1975–1998 gmina położona była w województwie bielskim.
Siedziba gminy to Oświęcim.
Według danych z 30 kwietnia 2009 gminę zamieszkiwało 17 337 osób. Natomiast według danych z 31 grudnia 2017 roku gminę zamieszkiwało 18 325 osób.

## Struktura powierzchni
Według danych z roku 2022 gmina Oświęcim ma obszar 74,81 km², w tym:
- użytki rolne: 34,97 km² (46,7%)
- użytki leśne: 3,78 km² (5,0%)

Gmina stanowi 18,41% powierzchni powiatu.

## Demografia
Dane z 2023:
| Opis                              | Ogółem | Ogółem | Kobiety | Kobiety | Mężczyźni | Mężczyźni |
| --------------------------------- | ------ | ------ | ------- | ------- | --------- | --------- |
| jednostka                         | osób   | %      | osób    | %       | osób      | %         |
| populacja                         | 18 969 | 100    | 9704    | 51,2    | 9265      | 48,8      |
| gęstość zaludnienia (mieszk./km²) | 253,6  | 253,6  | 129,8   | 129,8   | 123,8     | 123,8     |

Gmina w połowie 2023 liczyła 18 969 mieszkańców

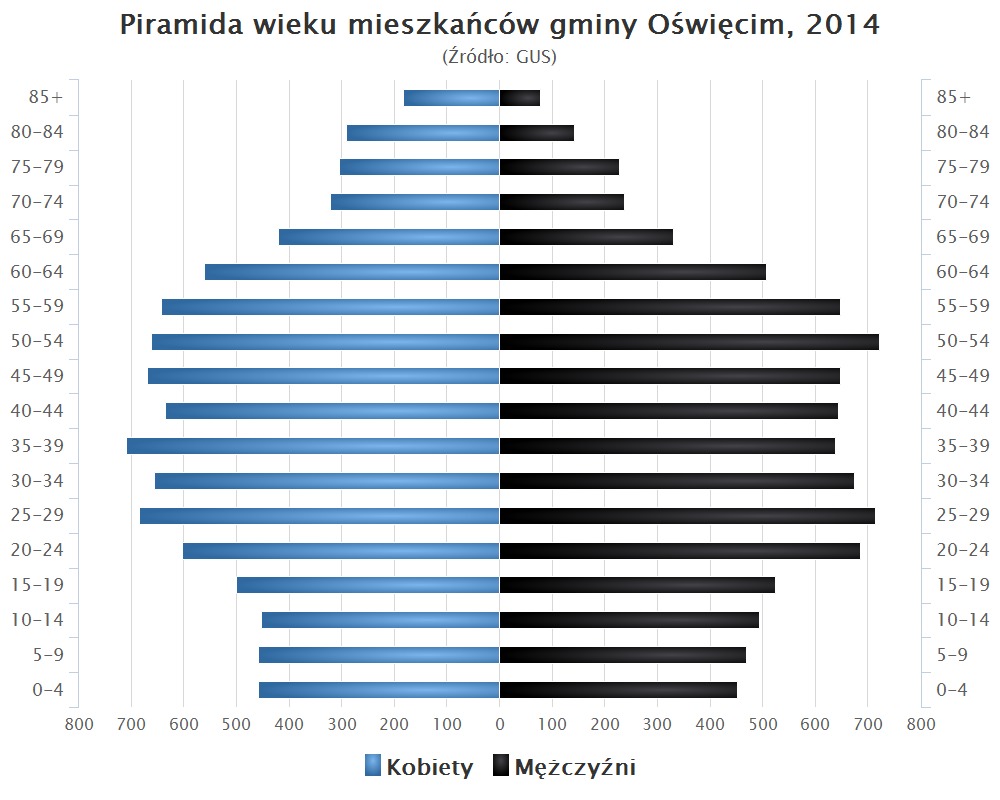
Piramida wieku mieszkańców gminy Oświęcim w 2014 roku

## Sołectwa i miejscowości
Gminę tworzy 13 miejscowości: 
Babice, Broszkowice, Brzezinka, Dwory Drugie, Grojec, Harmęże, Łazy, Pławy, Poręba Wielka, Rajsko, Stawy Monowskie, Włosienica, Zaborze
Są zorganizowane w 13 sołectwach – niesołecka miejscowość Łazy wchodzi w skład sołectwa Grojec, a miejscowość Grojec jest podzielona na dwa sołectwa: Grojec oraz Stawy Grojeckie.

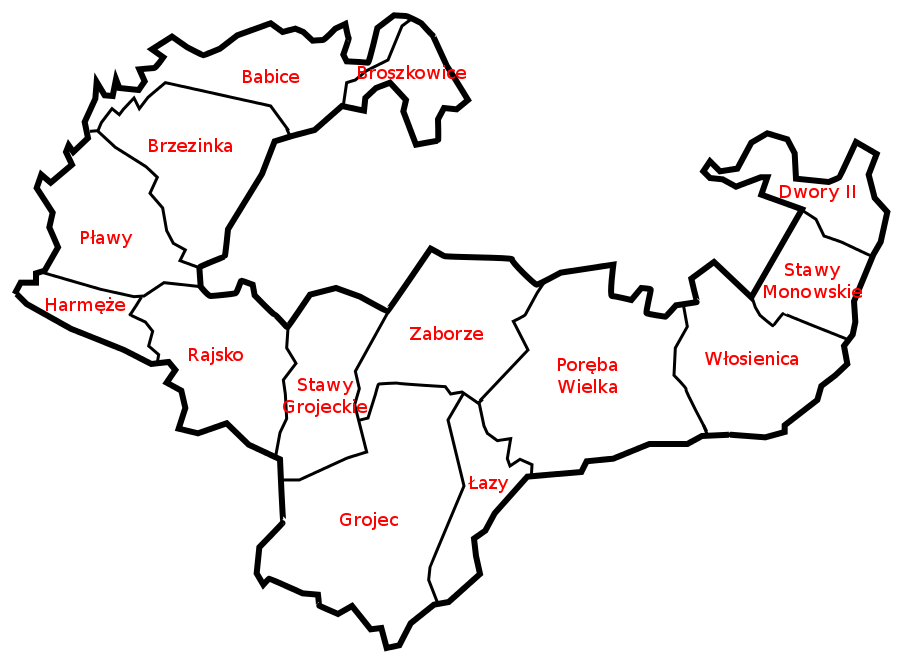
Miejscowości gminy

## Sąsiednie gminy
Bieruń, Bojszowy, Brzeszcze, Chełmek, Kęty, Libiąż, Miedźna, Osiek, Oświęcim (miasto), Polanka Wielka, Przeciszów